# Bulbe galactique
Pour les articles homonymes, voir Bulbe (homonymie).

Le bulbe galactique de M81, en blanc, occupe le centre de la galaxie.

En astronomie, le bulbe galactique est la partie centrale des galaxies spirales, située dans le disque et entourant le noyau galactique. Il s'agit d'une zone lumineuse et relativement dense composée généralement de vieilles étoiles riches en métaux, mais parfois de jeunes étoiles en formation. Les toutes premières étoiles, formées hors du disque, sont celles retrouvées aujourd'hui dans le halo et dans le bulbe. 
Par la grande quantité d'étoiles qu'il contient, le bulbe galactique est une région à sursauts de formation d'étoiles qui s'enrichit très rapidement en éléments chimiques. Il contient également en son cœur un trou noir supermassif.

## Caractéristiques physiques

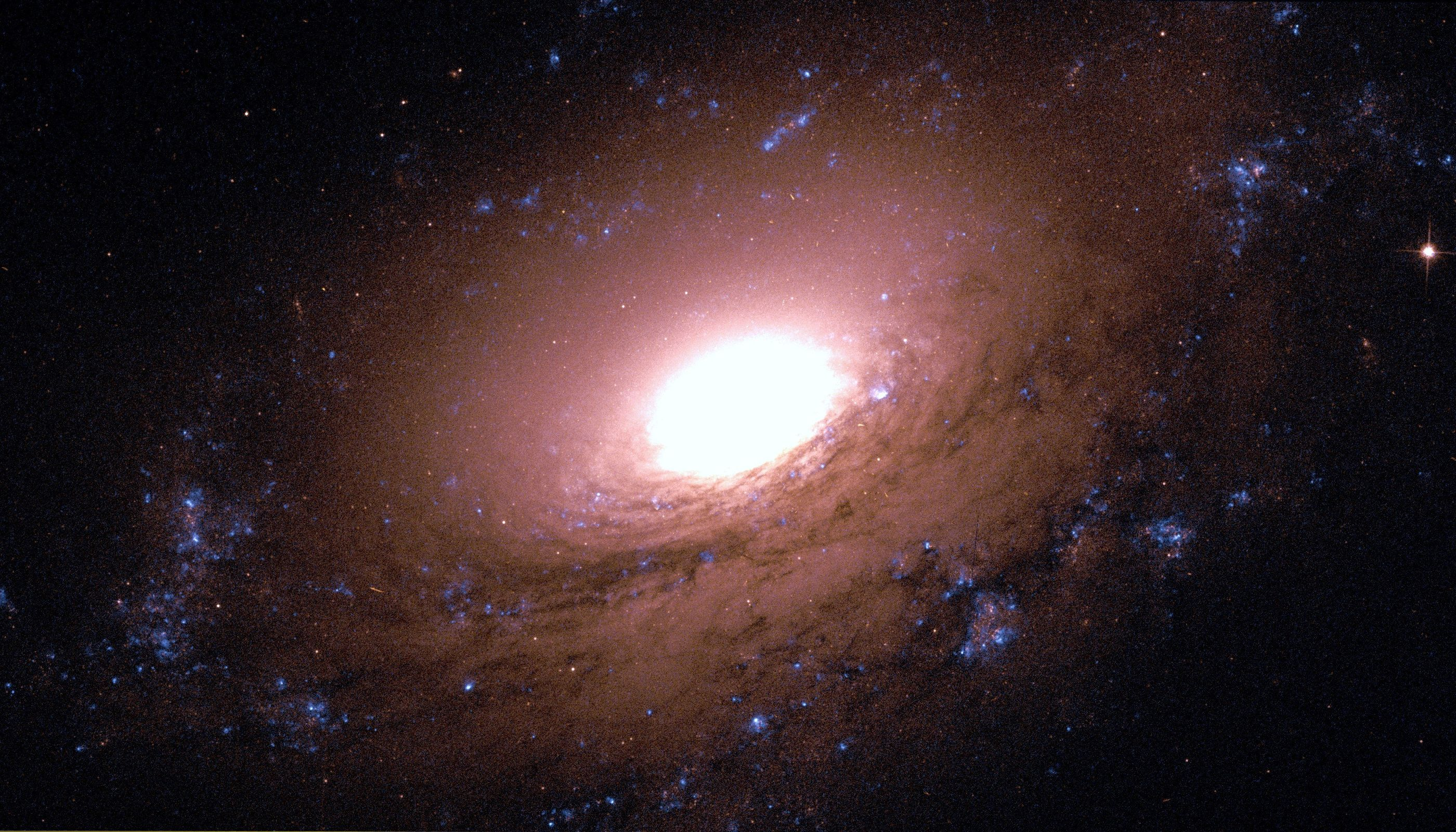
La galaxie spirale NGC 3169.

### Dimensions
Dans la majorité des cas, la masse du bulbe d'une galaxie est environ mille fois plus grande que celle du trou noir supermassif en son centre. Cette proportion reste généralement la même, peu importe l'âge ou la taille de la galaxie étudiée. Il n'en a cependant pas toujours été ainsi, comme l'ont démontré des études menées par l'équipe de l'astrophysicien Chris Carilli à l'aide des radiotélescopes du Very Large Array (VLA) et de l'interféromètre du plateau de Bure de l'Institut de radioastronomie millimétrique (IRAM). Ces études, portant sur la taille des galaxies pendant le premier milliard d'années de l'Univers, ont mis en évidence le fait qu'à cette époque, les trous noirs possédaient une masse très supérieure à leur bulbe galactique, permettant de conclure que les trous noirs se seraient formés avant les bulbes galactiques.
La nouvelle génération de radiotélescopes millimétriques, comme le Very Large Array ou l'Atacama Large Millimeter Array (ALMA), devrait être en mesure de préciser les liens entre la croissance des trous noirs galactiques et de leurs bulbes.

### Classification
La séquence de Hubble utilise les bulbes pour classer les galaxies. Les galaxies spirales sont classifiées de a à c en fonction du nombre de bras spiraux, et de l'importance relative de leur bulbe par rapport au disque. Le Type Sc de galaxie spirale correspond à un petit bulbe central. Notre galaxie, la Voie lactée, semble posséder un bulbe de type b.

## Types de bulbes

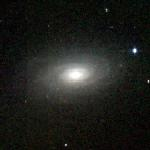
Messier 63, une galaxie avec un bulbe atypique.

### Les bulbes classiques
Les bulbes galactiques ayant des propriétés similaires aux galaxies elliptiques sont souvent appelés « bulbes classiques ». Ces bulbes sont plus rouges que le disque de la galaxie. Les étoiles les composants sont principalement de vieilles étoiles de population II (voir évolution stellaire). Elles possèdent des orbites aléatoires par rapport au plan de la galaxie, d’où la forme relativement sphérique des bulbes. En outre, les bulbes galactiques n’ont que très peu de gaz et de poussière en comparaison du disque, ce qui explique pourquoi il y a peu de jeunes étoiles dans les bulbes. La distribution de la lumière à l’intérieur de la galaxie est bien décrite par la loi de Vaucouleurs.
Dans le bulbe de notre galaxie et de la galaxie d'Andromède, on observe des étoiles et des amas d'étoiles jusqu'à huit fois plus enrichis en éléments lourds que le Soleil.
Ce sont ces caractéristiques qui mènent de nombreux astronomes à conclure que les bulbes dits « classiques » sont le résultat de fusionnement galactique. Les bulbes galactiques seraient donc le produit de la collision de structures de taille inférieure. L'impact, d’une grande violence, perturberait la progression normale des étoiles dans l'espace, résultant en des orbites aléatoires caractérisant les étoiles composant les bulbes galactiques. De plus, lors de la fusion des deux groupes d'étoiles, les nuages de gaz auraient tendance à s'effondrer sur eux-mêmes à cause de la forte énergie dégagée par la fusion des deux masses, formant de jeunes étoiles, ce qui expliquerait la faible quantité de gaz et de poussière retrouvée à l’intérieur de bulbes galactiques. Un bulbe peut aussi être le résultat d’une série de collisions, mais ces bulbes sont souvent plus âgés[Combien ?], les collisions de galaxies ayant été plus fréquentes dans le passé de l'Univers. Ainsi, de nos jours, la majorité des bulbes classiques n'ont pas évolué significativement ces dix derniers milliards d'années[réf. nécessaire]. Les gaz et les étoiles n'ayant pas participé à la collision pourraient, quant à eux, avoir formé le disque externe de la galaxie en s'organisant autour du bulbe central.[réf. souhaitée]

### Les pseudobulbes, ou bulbes de type disque
Certains bulbes, comme celui de la galaxie ESO 498-G5 ont une structure similaire à une galaxie elliptique.

## Bulbe de la Voie lactée
Bien que le système solaire soit situé à l'intérieur de la galaxie et que son observation extérieure s'avère impossible, différentes méthodes d'investigation, dont celle utilisée par William Herschel à la fin XVIIIe siècle, ont permis de déterminer la position du centre galactique dans la constellation du Sagittaire. Des observations au télescope de nombreuses autres galaxies spirales ont permis d'estimer la forme de notre galaxie et la position du bulbe central, de forme ellipsoïdale, qui mesurerait entre 7 000 et 15 000 années-lumière de diamètre. Le bulbe de la Voie lactée contient environ 5 % de la matière visible (contre 90 % dans le disque et 5 % dans le halo).
Le bulbe de la Voie lactée a la forme d'une croix.